# William Cuthbertson
William Cuthbertson (Dunfermline, 21 luglio 1902 – Dunfermline, 24 novembre 1963) è stato un pugile britannico.

## Palmarès
- Giochi olimpici

Anversa 1920: bronzo nei pesi mosca.